# Zwóz
Zwóz (dodatkowa nazwa w j. niem. Zwoos) – wieś w Polsce, w województwie opolskim, w powiecie oleskim, w gminie Dobrodzień.

## Nazwa
Niemiecki nauczyciel Heinrich Adamy w swoim dziele o nazwach miejscowych na Śląsku wydanym w 1888 roku we Wrocławiu wymienia wcześniejszą od niemieckiej nazwę miejscowości w obecnej polskiej formie "Zwoz", którą tłumaczy jako "Zukunstsplatz". Prawdopodobnie oznaczała ona miejsce zwożenia, gromadzenia towarów. Niemcy fonetycznie zgermanizowali nazwę miejscowości na "Zwocz", a później Zwoos w wyniku czego utraciła ona swoje pierwotne znaczenie.
Ze względu na polskie pochodzenie nazwy w okresie hitlerowskiego reżimu 22 lipca 1936 r. nazistowska administracja III Rzeszy w miejsce zgermanizowanej nazwy Zwoos wprowadziła nową, całkowicie niemiecką nazwę Ahndorf O.S.. Polska nazwa Zwóz została formalnie ustalona rozporządzeniem Wojewody Śląsko-Dąbrowskiego z 27 listopada 1945 r.. Ustalenie to na szczeblu centralnym zostało potwierdzone rozporządzeniem Ministrów: Administracji Publicznej i Ziem Odzyskanych z 9 września 1947 r., w którym określono także przymiotnik od nazwy tej miejscowości w formie zwoziański; w późniejszym czasie zmieniono przymiotnik na zwozowski.

## Administracja
W latach 1975–1998 miejscowość należała administracyjnie do województwa częstochowskiego.

## Historia
W 1855 r. Zwóz i Rędzinę zamieszkiwało 471 osób, a w 1861 r. – 519 osób.
W 1864 r. Zwóz stanowił jedną miejscowość z Rędziną. W tym czasie obie miejscowości zamieszkiwało 8 kmieci (niem. Freibauer), 9 zagrodników (niem. Freigärtner) i 10 chałupników (niem. Häusler); mieszkańcy zajmowali się głównie pracą w pańskim lesie, częściowo także w kopalniach i hutach. Najbliższa szkoła znajdowała się w Główczycach. W obrębie obu miejscowości znajdowało się 360 mórg pola, 166 mórg łąk i 11 mórg ogrodów; hodowano 13 koni, 121 krów i 40 owiec. Płacono 32 talary podatku od nieruchomości, 162 talary podatku klasowego (niem. Klassensteuer) i 2 talary podatku od działalności gospodarczej (niem. Gewerbesteuer). W pobliżu miejscowości znajdowała się huta szkła.
Na wizerunku pieczęci gminnej od pocz. XIX w. do 1936 r. przedstawiono: kosa w słup na podłożu, po prawej i po lewej po 3 kłosy, nad kosą gwiazda.
Do głosowania podczas plebiscytu na Górnym Śląsku uprawnionych było w Zwozie 112 osób, z czego 102, ok. 91,1%, stanowili mieszkańcy (w tym 102, 100% całości, mieszkańcy urodzeni w miejscowości). Oddano 110 głosów (ok. 98,2% uprawnionych), w tym 110 (100%) ważnych; za Polską głosowały 83 osoby (ok. 75,5%), a za Niemcami 27 osób (ok. 24,5%).
W 1925 r. w miejscowości mieszkało 356 osób, w 1933 r. – 282 osoby, a w 1939 r. – 266 osób.